# Kirov (oblast de Kirov)
Pour les articles homonymes, voir Kirov.
« Viatka (ville) » redirige ici. Pour les autres significations, voir Viatka (homonymie).
Kirov (en russe : Киров) est la plus grande ville et le centre administratif de l'oblast de Kirov, en Russie. Il est situé sur la rivière Viatka en Russie européenne, à 896 kilomètres (557 mi) au nord-est de Moscou. Sa population était de 518 348 habitants en 2020, soit environ 750 000 habitants dans l'agglomération urbaine. La ville était auparavant connue sous le nom de Viatka, d'après la rivière Viatka, jusqu'en 1934 et sous le nom de Khlynov de 1457 à 1780. Elle a été rebaptisée Kirov en l'honneur du bolchevik Sergueï Kirov en 1934, même s'il n'a jamais visité la ville. 
La ville a été fondée en 1374 (selon d'autres sources en 1181), ce qui en fait l'une des plus anciennes villes de Russie. Viatka était le centre du pays de Viatka qui fut colonisé par les Russes au Moyen Âge.
C'est un important centre économique, de transport, industriel, éducatif et culturel de la région Volga-Vyatka. On y trouve également de nombreux objets d'artisanat populaire russe, tels que les jouets de Dymkovo, la dentelle vyatka et la sculpture sur racine de capa. Dans la partie historique de la ville se trouvent de nombreuses universités, théâtres, musées et églises.

## Géographie

### Situation
Kirov est situé dans la partie centrale de la région de Kirov, dans la vallée de la rivière Viatka, dans son cours moyen, au nord-est de la partie européenne de la Russie, dans la plaine russe, dans la zone forestière de la taïga.
Une partie du District fédéral de la Volga.
Distance des grandes villes les plus proches : Kazan - 409 km, Perm - 471 km, Nijni Novgorod - 563 km, Oufa - 734 km, Samara - 770 km.

## Histoire
Selon le "Conte du pays de Viatka", la ville a été fondée soit en 1181, soit en 1199.
Kirov lui-même a été mentionné pour la première fois (sous le nom de Viatka) pour la première fois en 1374, lorsque les ushkuyniks de Novgorod l'ont pillé alors qu'ils se rendaient à Bolghar. Viatka était gouvernée par une assemblée publique (veche) comme les autres républiques du nord de la Russie, Pskov et Novgorod.
À différentes époques, à la fin du XIVe et au XVe siècle, les milices de Viatka ont attaqué les terres d'Oustioug, de Novgorod et des Tatars dans les régions de Kama et de la Volga.
En 1412, une bataille eut lieu près de la ville entre les Viatchans et les Ustyuzhans. La bataille s'est déroulée de nuit dans un ravin, nommé plus tard Razderikhinsky. Selon une version, les Ustyuzhans sont venus en aide aux Viatchans pour se défendre contre les Tatars, selon une autre, ils, en alliance avec les princes de Moscou, voulaient s'emparer de la ville. En mémoire de ces événements, le festival folklorique de Viatka "Svistoplyaska" est apparu et une chapelle au nom de l'archange Michel a été construite au bord du ravin.
Viatka a soutenu Yury de Zvenigorod pendant la guerre civile moscovite, et après la défaite de son parti face au victorieux Vasily II, les armées moscovites ont été envoyées à deux reprises pour soumettre Viatka jusqu'à ce qu'elle soit finalement forcée d'accepter la suzeraineté de Moscou, tout en conservant une autonomie importante. . En 1469, Viatka s'allia au Khan Ibrahim du Khanat de Kazan et ne participa pas à la campagne d'Ivan III contre le khanat.
Jusqu'à la fin du XVe siècle, la terre de Viatka était un territoire autonome. L'Assemblée populaire était le principal organe directeur. Le groupe le plus influent de la classe féodale était les boyards, suivis des marchands et du clergé. Le reste des Viatchans représentait la population communale libre et était composé de paysans et d'artisans.
Après plusieurs campagnes infructueuses de Moscou contre Viatka dans les années 1480, cette dernière fut finalement annexée en 1489.

### Russie tsariste
Au XVIIe siècle, l'importance militaire de Khlynov a été remplacée par le commerce : des marchands de Sibérie, de l'Oural, de Poméranie et d'autres régions sont venus ici pour la foire Semenovskaya. En 1657, le diocèse de Viatka fut fondé. C'est ici que furent créées les chroniques de Viatka. Le Kremlin fut entièrement reconstruit sous le règne d’Alexis Ier de Russie. Sous son fils Pierre, la production manufacturière fut créée.
En 1694, le marchand Spiridon Lyangusov dirigea la première caravane commerciale de Moscou vers la Chine après la conclusion du traité russo-chinois, qui autorisait le commerce mutuel.
Khlynov est devenu connu dans toute la Russie pour ses statuettes et sifflets en argile. Le monument le plus ancien de la ville est la cathédrale de l'Assomption (1689), une structure imposante surmontée de cinq dômes globulaires.
En 1780, Catherine la Grande rebaptisa la ville Viatka et en fit le siège du gouvernorat de Viatka. La ville servit également de lieu d'exil, notamment pour Alexandre Herzen, Alexandre Vitberg et Mikhaïl Saltykov-Chtchedrine. À la fin du XIXe siècle, c'était une gare importante du Transsibérien.

### Période soviétique
À la veille de la Révolution de Février, il n'y a pas eu d'aggravation particulière de la lutte sociale et politique dans la province de Viatka et à Viatka. La Révolution d'octobre des bolcheviks à Petrograd fut déclarée illégale, le gouvernorat provincial resta fidèle au gouvernement provisoire.
Les bolcheviks, jusqu'à la fin de l'automne 1917, n'avaient ni une grande renommée ni une grande influence dans la ville. Les détachements de soldats et de marins arrivés, ainsi que l'Armée rouge locale, ont joué un rôle décisif dans la prise du pouvoir par les bolcheviks, qui ne s'est pas produite immédiatement.
Dans les années 1930, la destruction de l’architecture de la ville-temple a commencé. L'ensemble de la ville du Kremlin a été presque entièrement perdu. En 1931, la cathédrale de la Sainte-Trinité a été détruite, en 1937 l'Alexandre Nevski a explosé. De nombreux temples ont réussi à survivre, mais ils ont été reconstruits pour d’autres besoins non religieux. Ainsi, la cathédrale Spassky et le monastère Trifonov ont perdu leurs tours. La mosquée cathédrale a connu le même processus. À l’avenir, l’apparence de ces bâtiments sera restaurée.
En 1934, les transports publics réguliers font leur première apparition dans la ville.
En décembre 1934, il a été renommé en l'honneur du fonctionnaire du parti communiste soviétique Sergueï Kirov, assassiné le 1er décembre, né dans la ville voisine d'Urzhum, bien qu'il ne se soit jamais rendu lui-même dans la ville.
Pendant la Seconde Guerre mondiale, en raison de l'évacuation des usines de construction de machines de Moscou et de Léningrad, l'industrie de Kirov s'est principalement formée.
Dans les années d'après-guerre, de nouvelles entreprises industrielles et agricoles ont vu le jour, un développement actif et une construction massive de logements ont commencé dans les parties ouest et sud de la ville.

### Histoire récente
Il y a eu des mouvements pour restaurer le nom original de la ville, Viatka, même si aucun d'entre eux n'a abouti jusqu'à présent.
Depuis les années 2010, la ville se positionne activement comme lieu de divers forums et festivals. En particulier, le Festival international du court métrage Golden Calf, le Forum urbain panrusse et les sites du Centre d'information sur l'énergie atomique ont commencé à se tenir dans la ville.
Une large célébration du 650e anniversaire de la fondation de Kirov est prévue pour 2024. Une campagne a été développée pour la reconstruction des infrastructures, l'organisation d'événements culturels, d'activités éducatives et d'édition, d'expositions et de festivals.

## Changement de nom
Le 12 décembre 1993, la question du retour au nom de Viatka a été posée par voie de référendum, mais ce changement a été refusé par la population. Rejet à nouveau en 1997 à la suite d'un deuxième référendum. Depuis, le mouvement « Notre Viatka » (Наша Вятка) a vu le jour et cherche à restaurer le nom de Viatka.
Le 20 février 2008, un des leaders du mouvement public « Pour le retour de la ville de Kirov au nom de Viatka », Alexandre Tchoutovyme, a présenté son projet au conseil municipal et, le 3 février 2009, le gouverneur Nikita Belykh a ordonné la mise sur pied d'études sociologiques et financières sur l'impact d'un éventuel changement de nom. Le 30 juin 2009, la commission a rendu compte de ses travaux au gouverneur et conclu à la nécessité de la tenue d'un nouveau référendum ; cependant la majorité de la population sondée entre 2006 et 2010 se prononce contre tout changement de nom.

## Population et société

### Démographie
Recensements (*) ou estimations de la population :
| 1772  | 1811  | 1840   | 1863   | 1897*  |
| ----- | ----- | ------ | ------ | ------ |
| 2 276 | 4 200 | 11 000 | 14 700 | 25 008 |

| 1914   | 1923*  | 1926*  | 1931   | 1939*   |
| ------ | ------ | ------ | ------ | ------- |
| 47 000 | 52 300 | 61 009 | 73 500 | 143 558 |

| 1959*   | 1970*   | 1979*   | 1989*   | 2002*   |
| ------- | ------- | ------- | ------- | ------- |
| 252 416 | 332 503 | 389 533 | 440 240 | 457 578 |

| 2006    | 2010*   | 2012    | 2013    | 2014    |
| ------- | ------- | ------- | ------- | ------- |
| 468 459 | 473 695 | 478 012 | 483 176 | 487 138 |

| 2015    | 2016    | 2017    | 2018    | 2019    |
| ------- | ------- | ------- | ------- | ------- |
| 493 336 | 496 986 | 501 468 | 507 155 | 512 954 |

| 2020    | 2021    | 2022    | - | - |
| ------- | ------- | ------- | - | - |
| 518 348 | 468 212 | 471 754 | - | - |

### Sports
- FK Dinamo Kirov, club de football fondé en 1923.

## Enseignement supérieur
Actuellement, il existe 13 universités publiques et leurs succursales dans la ville, avec un total de plus d'un millier d'étudiants. En outre, la ville compte 11 universités non publiques et leurs succursales
En 1872, la première école a été ouverte pour diffuser les connaissances agricoles et techniques et former des enseignants - l'École technique agricole de Viatka, du nom d'Alexandre II, qui a ensuite été transformée en institut en 1944, aujourd'hui Université agrotechnologique d'État de Viatka.
Le 1er (14) juillet 1914, la première université de la ville a été créée - l'Institut des enseignants de Viatka (aujourd'hui Université d'État de Viatka). En 2022, 18 000 étudiants étudiaient à l'université. L'université a pris la 39e place dans le classement national des universités en termes de paramètre « Éducation », et la 44e place parmi les universités russes selon le classement mondial des institutions scientifiques SCImago Institutions Rankings-2021.
L'Université médicale d'État de Kirov est le plus grand complexe scientifique, éducatif et médical de la région de Kirov et de la Volga. L'université attire chaque année de nombreux étudiants de diverses régions de Russie et d'autres pays. L'université possède un musée anatomique qui présente plus de 1 000 expositions. Selon les résultats du contrôle de la qualité des activités éducatives des universités, effectué par le ministère de l'Éducation et des Sciences de la Fédération de Russie, l'université est entrée dans le Top 10 des meilleures universités du pays, se classant en tête du classement.

Il existe de nombreuses succursales d'universités, notamment la branche Volga-Vyatka de l'Université d'État de droit de Moscou du nom de O. E. Kutafin (MSAL), la branche Kirov de l'Université des finances et du droit de Moscou, la branche Kirov. de l'Académie russe d'économie nationale et d'administration publique sous la direction du Président de la Fédération de Russie.

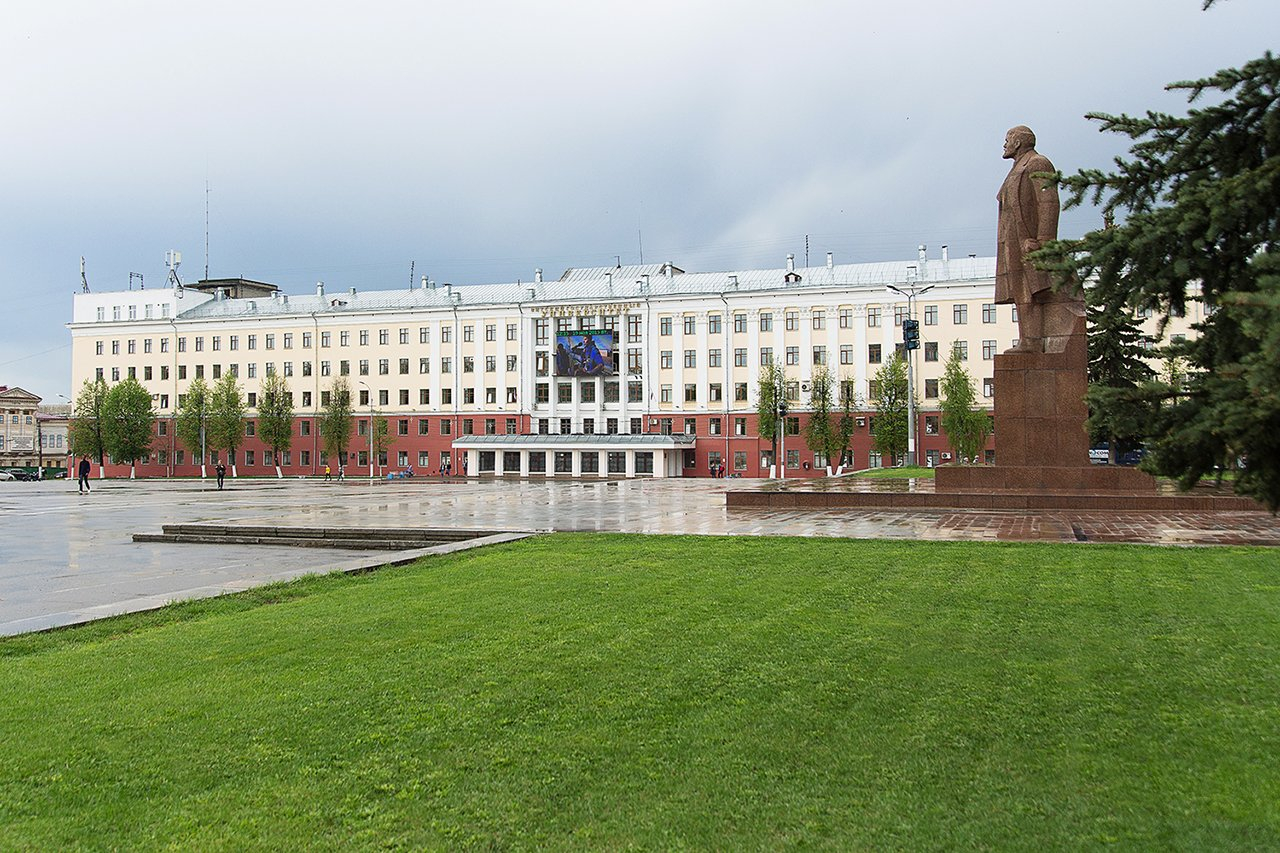
Université d'État de Viatka
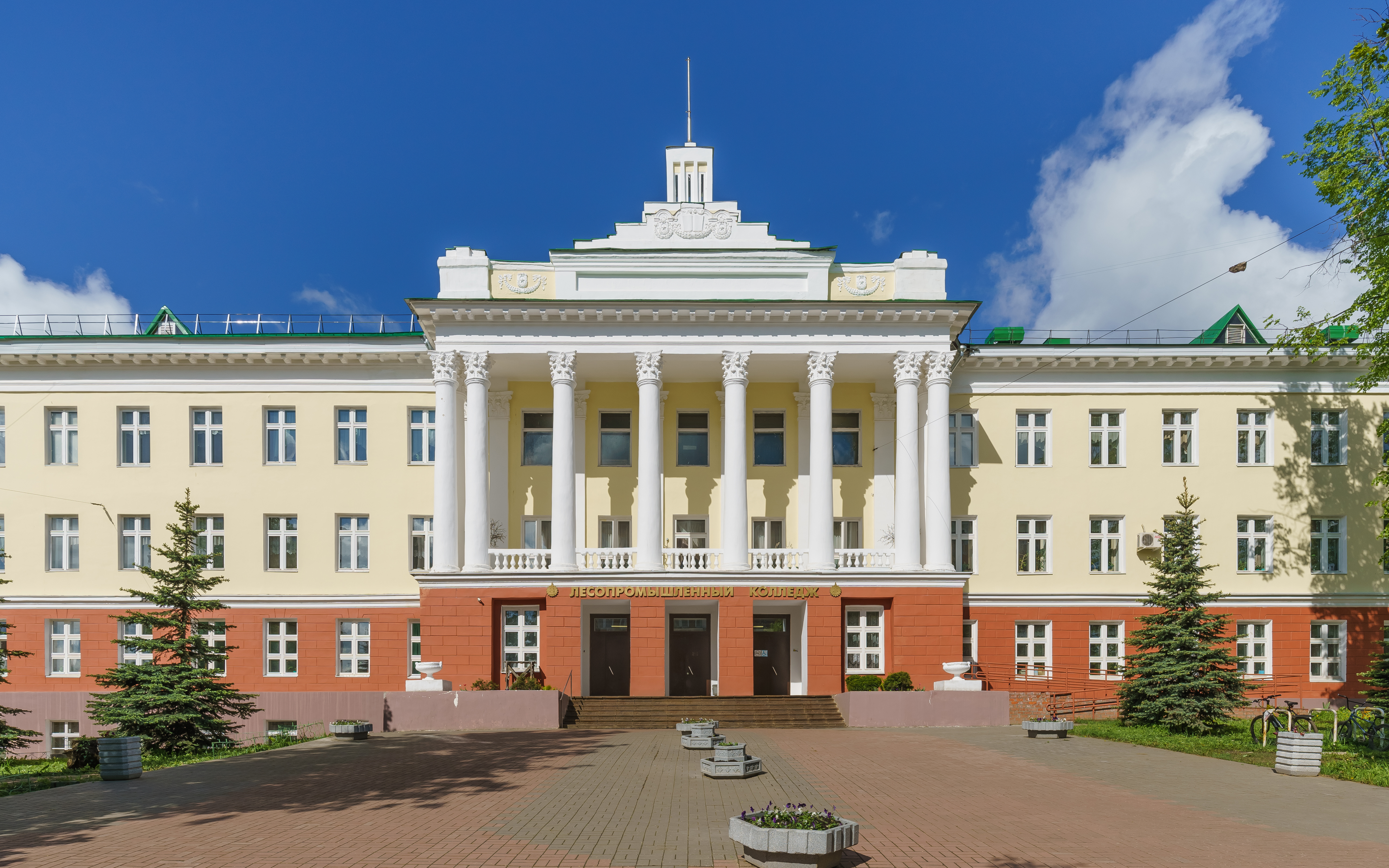
Collège forestier

## Transports

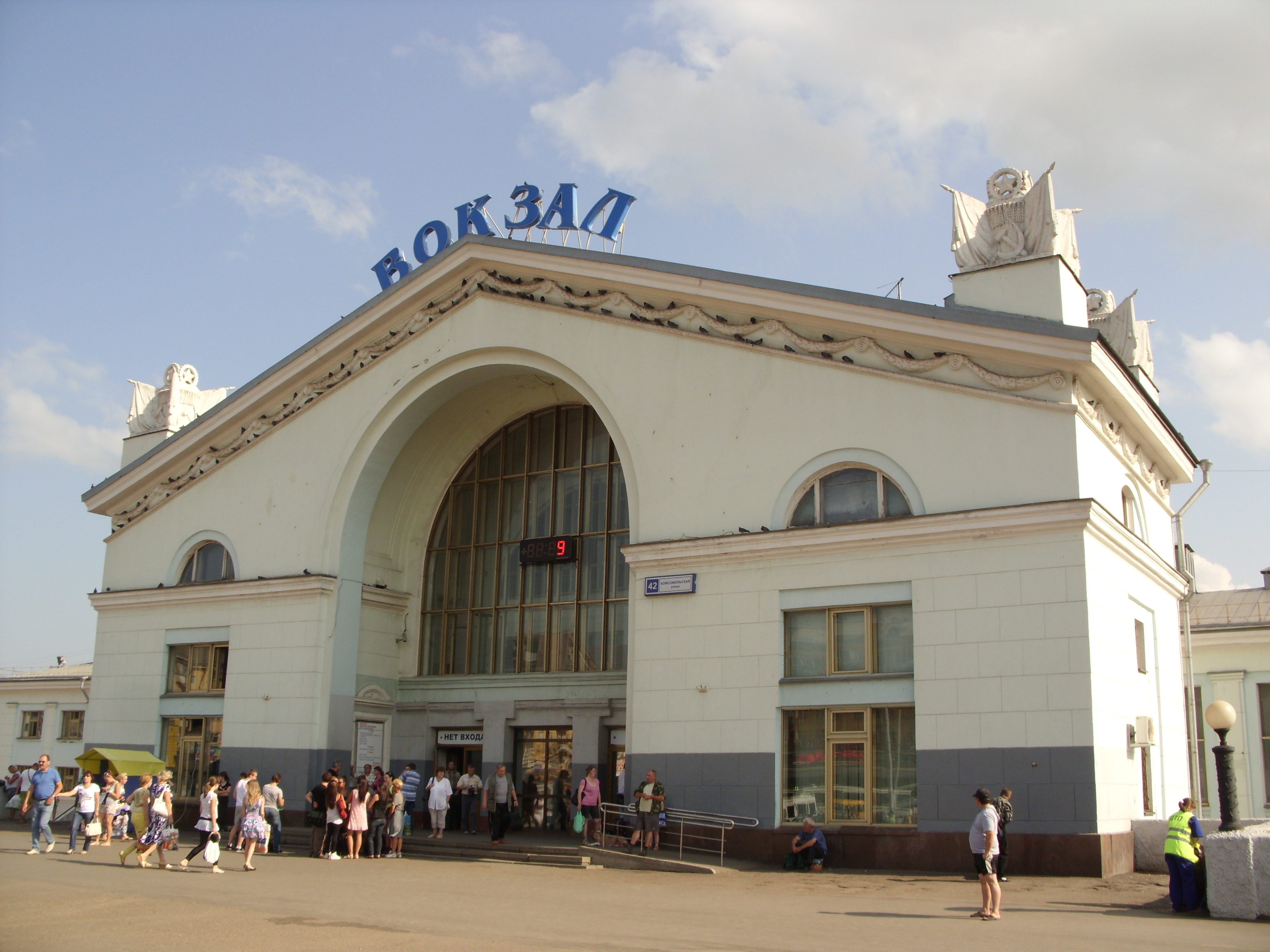
Vue de la gare ferroviaire de Kirov

Kirov se trouve sur le chemin de fer Transsibérien, à 956 km de Moscou.
La ville dispose également d'un aéroport (fondé en 1937) du nom de Pobedilovo, à vingt-deux kilomètres du centre-ville. Des vols réguliers le relient à Moscou, Saint-Pétersbourg, Sotchi, Anapa et Narian-Mar.

## Culture locale et patrimoine

### Patrimoine architectural

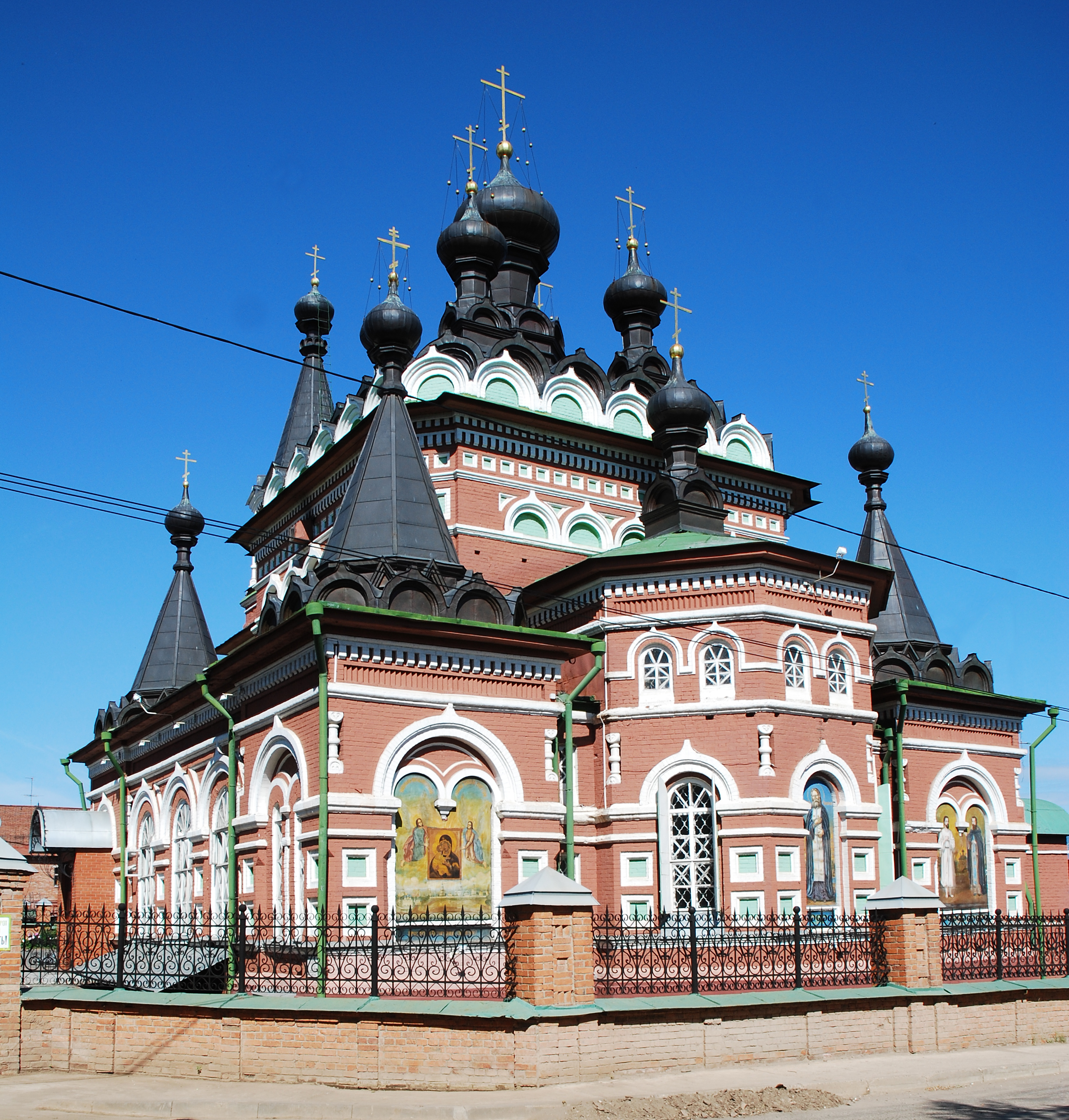
Vue de la collégiale Saint-Séraphin-de-Sarov

- Monastère de la Dormition de la Mère de Dieu de saint Triphon (1684)
- Église Saint-Jean-Baptiste (1717)
- Cathédrale du Sauveur (1769)
- Église du Sacré-Cœur (1903)
- Collégiale Saint-Séraphin-de-Sarov (1904)

### Musées
- Musée régional
- Musée d'art Vasnetsov
- Maison-musée Saltykov-Chtchedrine
- Musée Alexandre Grine
- Musée de paléontologie
- Planétarium

### Théâtres
- Théâtre national de marionnettes
- Théâtre sur la Spasskaïa
- Théâtre régional dramatique
- Cirque national de Kirov

## Climat
| Mois                                        | jan.       | fév.       | mars       | avril      | mai        | juin      | jui.      | août      | sep.      | oct.       | nov.       | déc.       | année      |
| ------------------------------------------- | ---------- | ---------- | ---------- | ---------- | ---------- | --------- | --------- | --------- | --------- | ---------- | ---------- | ---------- | ---------- |
| Température minimale moyenne (°C)           | −14,5      | −13,9      | −7,7       | −0,2       | 6,5        | 11,4      | 13,8      | 11,6      | 6,7       | 0,8        | −6,5       | −12,2      | −0,4       |
| Température moyenne (°C)                    | −11,5      | −10,5      | −4         | 4,1        | 11,9       | 16,4      | 18,9      | 15,9      | 10,2      | 3,2        | −4,3       | −9,4       | 3,4        |
| Température maximale moyenne (°C)           | −8,4       | −6,8       | 0,1        | 9,1        | 17,9       | 22        | 24,4      | 21,1      | 14,7      | 6,2        | −2         | −6,7       | 7,6        |
| Record de froid (°C) date du record         | −53,4 1940 | −40,5 1929 | −33,8 1902 | −21,2 1963 | −10,5 1926 | −2,4 1916 | 2,7 1926  | −0,1 2019 | −8,3 1903 | −23,2 1920 | −39,8 1890 | −45,2 1919 | −53,4 1940 |
| Record de chaleur (°C) date du record       | 3,8 2007   | 6 2015     | 13,9 2007  | 27,3 1950  | 34,2 1923  | 36,9 1921 | 36,6 2010 | 35,9 1920 | 30,1 1995 | 22,6 1991  | 11 1967    | 7 2008     | 36,9 1921  |
| Ensoleillement (h)                          | 35         | 74         | 141        | 201        | 265        | 284       | 269       | 233       | 130       | 61         | 33         | 21         | 1 747      |
| Précipitations (mm)                         | 51         | 37         | 42         | 39         | 54         | 81        | 82        | 73        | 56        | 69         | 57         | 57         | 698        |
| dont neige (cm)                             | 44         | 55         | 56         | 13         | 0          | 0         | 0         | 0         | 0         | 1          | 10         | 25         | 204        |
| Record de pluie en 24 h (mm) date du record | 20 1986    | 20 2015    | 26 2013    | 42 2018    | 56 1977    | 53 1974   | 137 1968  | 49 1969   | 41 1990   | 50 1923    | 37 2019    | 19 1906    | 137 1968   |
| Nombre de jours avec précipitations         | 6          | 4          | 6          | 14         | 18         | 19        | 18        | 20        | 22        | 20         | 11         | 7          | 165        |
| Humidité relative (%)                       | 85         | 81         | 74         | 65         | 60         | 67        | 70        | 76        | 80        | 84         | 86         | 85         | 76         |
| Nombre de jours avec neige                  | 28         | 24         | 20         | 9          | 3          | 0,3       | 0         | 0         | 1         | 12         | 24         | 28         | 149        |
| Nombre de jours d'orage                     | 0          | 0          | 0,1        | 0          | 4          | 9         | 10        | 5         | 1         | 0,1        | 0          | 0          | 29         |
| Nombre de jours avec brouillard             | 1          | 1          | 1          | 2          | 1          | 1         | 2         | 2         | 3         | 3          | 3          | 1          | 21         |

| Diagramme climatique                                  |             |           |           |           |          |            |            |           |          |          |             |
| J                                                     | F           | M         | A         | M         | J        | J          | A          | S         | O        | N        | D           |
| −8,4−14,551                                           | −6,8−13,937 | 0,1−7,742 | 9,1−0,239 | 17,96,554 | 2211,481 | 24,413,882 | 21,111,673 | 14,76,756 | 6,20,869 | −2−6,557 | −6,7−12,257 |
| Moyennes : • Temp. maxi et mini °C • Précipitation mm |             |           |           |           |          |            |            |           |          |          |             |

## Personnalités liées à la ville
- Anna Alminova (1985-), athlète russe
- Aleksej Borovitin (1954-), sauteur à ski soviétique.
- Grigoriy Degtyaryov (1958-2011), décathlonien, citoyen d'honneur.
- Oksana Domnina (1984-), patineuse russe.
- Valery Dudin (1963-), lugeur soviétique.
- Matveï Goussev (1826-1866), astronome russe.
- Valentin Ianine (1929-), historien et archéologue soviétique puis russe.
- Maria Isakova (1918-2011), patineuse de vitesse soviétique.
- Ilia Jiline (1985-), joueur russe de volley-ball.
- Natalia Jouravliova (1974-), romancière et poétesse russe.
- Olga Kuragina (1959-), athlète soviétique.
- Albert Likhanov (1935-), écrivain russe.
- Yekaterina Shikhova (1985-), patineuse de vitesse russe.
- Nikolaï Tchaïkovski (1850-1926), révolutionnaire russe et président du Gouvernement provisoire de la région de l'oblast du Nord.
- Iouri Vchivtsev (1940-2010), footballeur soviétique.